# Élisabeth Guazzelli
Élisabeth Guazzelli (* 17. Januar 1955) ist eine französische Experimentalphysikerin, die sich mit Strömungsmechanik, Suspensionen von Teilchen in Flüssigkeiten und partikelbeladenen Strömungen beschäftigt. Sie ist Forschungsdirektorin am  Laboratoire Matière et Systèmes Complexes des CNRS, das der Université Paris Cité angegliedert ist.

## Leben
Guazzelli studierte von 1974 bis 1979 an der École normale supérieure de Fontenay-aux-Roses und erwarb 1975 bzw. 1979 an der Universität Paris-Süd einen Bachelor- bzw. einen Master-Abschluss in Physik. Sie promovierte 1981 an der Universität Paris-Süd unter der Leitung von Étienne Guyon und 1986 an der Universität der Provence Aix-Marseille I unter der Leitung von R. Blanc.
Sie trat 1982 in das CNRS ein, wurde 1996 Forschungsdirektorin und 2015 zur Forschungsdirektorin der Sonderklasse befördert. Von 2008 bis 2011 war sie stellvertretende Direktorin des Institut Universitaire des Systèmes Thermiques Industriels (IUSTI) an der Universität Aix-Marseille. Seit 2012 ist sie Rektorin des Internationalen Zentrums für Mechanische Wissenschaften (CISM), einer gemeinnützigen wissenschaftlichen Einrichtung mit Sitz in Udine, Italien.
Derzeit ist Guazzelli Herausgeberin des Journal of Fluid Mechanics Rapids, das von der Cambridge University Press herausgegeben wird.

## Veröffentlichung
- mit Jeffrey F. Morris: A Physical Introduction to Suspension Dynamics, Cambridge University Press, 2011[7]

## Preise und Auszeichnungen
- 2008: Wahl zum Fellow der American Physical Society (APS)[8]
- 2010: Fluid Mechanics Fellow der Europäischen Gesellschaft für Mechanik (EUROMECH)[9]
- 2012: Ritter der Ehrenlegion[10]
- 2012: Prix Paul Doistau-Émile Blutet der französischen Académie des sciences[11]
- 2016: EUROMECH-Preis für Strömungsmechanik[12]
- 2020: Mitglied des Istituto Veneto di Scienze, Lettere ed Arti[13]
- 2021: Mitglied der National Academy of Engineering[14]
- 2023: Hydrodynamik-Preis der American Physical Society[15]

- 2024: Gay-Lussac-Humboldt-Preis[16]